# Barmbek

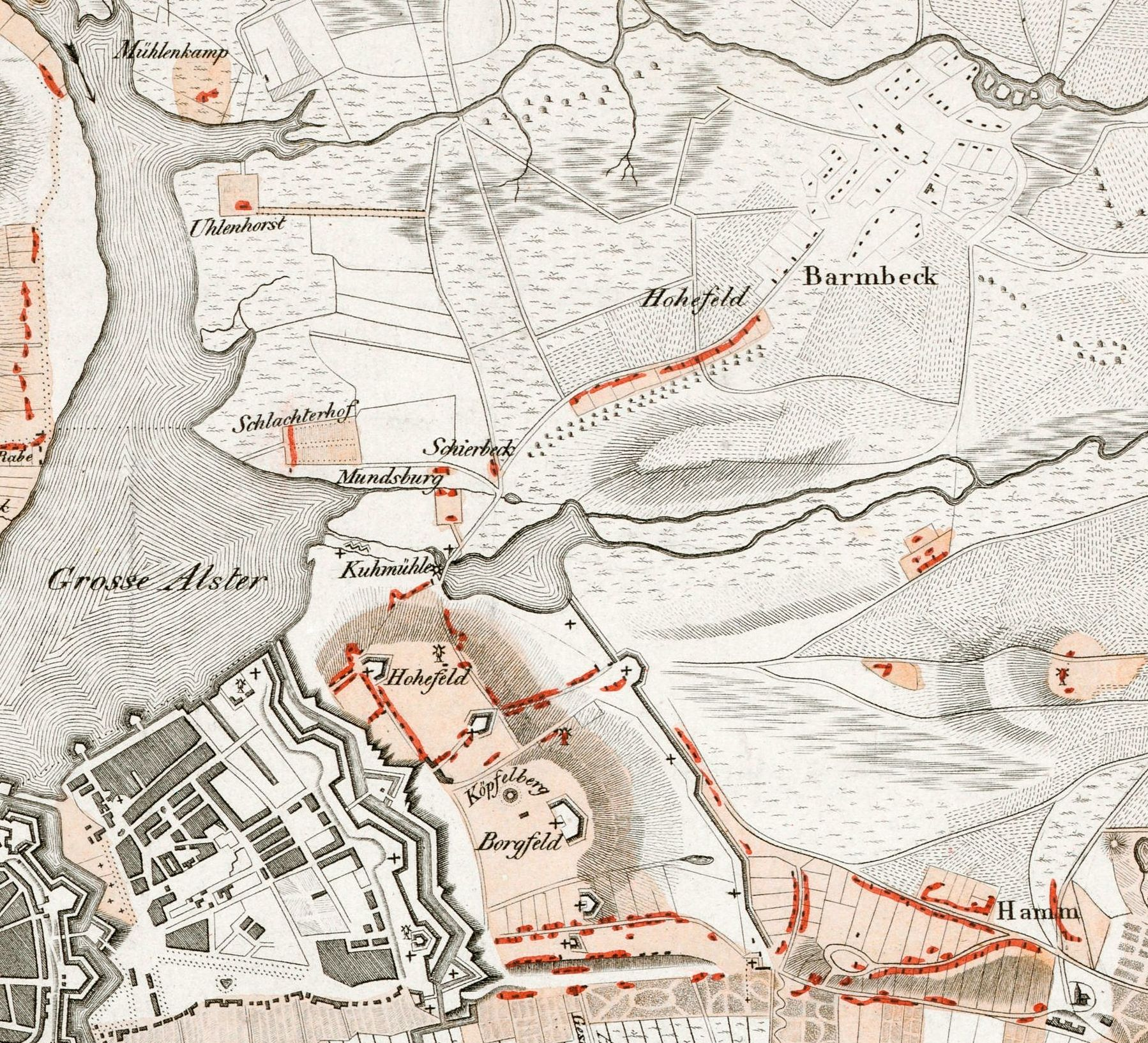
Barmbeck 1820

Barmbek [ˈbaʁmbeːk], Schreibweise bis zum 27. September 1946 Barmbeck [ˈbaʁmbeːk], war ein Dorf im Nordosten Hamburgs, von 1874 bis 1894 Vorort und bis 1951 Stadtteil. Seit 1951 gliedert sich das Gebiet in die Stadtteile Barmbek-Nord, Barmbek-Süd und Dulsberg.

## Grenzen
Wie bei vielen Dörfern waren die genauen Abgrenzungen zu den Nachbarorten ursprünglich nicht genau festgelegt. Lediglich zum auch dem Hospital zum Heiligen Geist gehörenden Eilbek bestand mit dem Unterlauf der Wandse, hier Eilbek genannt, eine natürliche Grenze. Die Grenze nach Hinschenfelde wurde am 14. Juli 1365 in einem Vergleich zwischen dem Hospital als Grundherr Barmbeks und den Eigentümern Hinschenfeldes, den Brüdern Henneke und Emeke von Strutz dergestalt festgelegt, „dat de helffte des Moeres, de dar geiht an das Barnebeker Felt, und dat holdt, dat de Kyfhorn geheeten is, vorschrefen, de scholen blifen ewiglick by dem Dorpe Barnebeke und by dem Huse des hilligen Geistes tho Hamborch“. Die Straße Kiefhörn ist bis heute die Grenze von Dulsberg nach Wandsbek.
Nach Winterhude hin wurde die Dorfgrenze erstmals 1726 zwischen den Bauern beider Dörfer vereinbart. Sie verlief damals im Ostteil des heutigen Stadtparks. Mit Anlage der Bahn-Trasse Anfang des 20. Jahrhunderts wurde diese im Norden zur Stadtteilgrenze, während südlich der Hellbrookstraße bis zur Osterbek nunmehr die Saarlandstraße die Grenze bildet. Die Grenzen nach Alsterdorf, Steilshoop und Bramfeld wurden 1773 festgelegt, wobei im Zuge des späteren Baues des Krankenhauses noch ein kleines Stück Alsterdorfer Gemarkung an Barmbek fiel.
Die lange umstrittene Grenze zwischen Barmbek und Uhlenhorst war 1744 durch eine Vereinbarung zwischen dem Hospital zum Heiligen Geist als Barmbeker Grundherren und dem Hamburger Rath auf die Westseite der heutigen Bachstraße festgelegt worden. Der zu diesem Zweck ausgehobene Graben wurde jedoch von den Barmbekern, die ihr Vieh auch weiterhin jenseits dieser Grenze weiden lassen wollten, wieder zugeworfen. Sie setzte sich jedoch schlussendlich durch. Während der NS-Zeit, als das gesamte Gebiet bereits bebaut war, wurde die Grenze an den Winterhuder Weg verlegt, wo sie sich auch heute noch befindet.
Mit Wirkung zum 11. Mai 1951 wurden durch das Gesetz über die Bezirksverwaltung in der Freien und Hansestadt Hamburg (1949) die damaligen Bezirke Barmbeck-Südwest und -Südost anders aufgeteilt und es entstanden die Stadtteile Barmbek-Süd und Dulsberg.

## Geschichte
Barmbek wurde am 8. September 1271 als Bernebeke erstmals urkundlich erwähnt, als der Bremer Erzbischof Hildebold von Wunstorf dem Hamburger Domkapitel den halben Besitz an einer Hufe im Dorf bestätigte. Die Besiedlung der Gegend ist aber erheblich älter, wie ehemals auf der Rönnheide befindliche Grabhügel beweisen. Ein Fund von 1927 belegt, dass germanische Siedler um 800 vor Christi in Barmbek Weizen anbauten. Der Name Barmbek leitete sich von dem Flüsschen Bernebeke ab, der heutigen Osterbek. Bereits um 1350 besaß das Hospital zum Heiligen Geist die Rechte an sieben bis acht Hufen im Dorfe. Durch Vertrag vom 28. März 1355 kaufte das Hospital auch die übrigen Ländereien und Rechte Barmbeks und des benachbarten Eilbeks vom in finanzielle Not geratenen Grafen von Holstein für 150 Mark Silber. Dulsberger Gemarkungen wurden in der Urkunde vom 14. Juli 1365 erstmals urkundlich erwähnt, wonach unter anderem das Gehölz „Kyfhorn“ (dort, wo sich heute die Straße Kiefhörn befindet) „scholen bliefen ewiglick by dem Dorpe Barnebeke und by dem Huse des hilligen Geistes tho Hamborch“ (siehe oben unter Grenzen).
Barmbek war damals ein typisches nordelbisches Dorf mit zunächst zehn und schließlich zwölf Hufen sowie acht Kätnerstellen. Das von den Hufnern bewirtschaftete Land bestand aus verschiedenen urbar gemachten Gewannen, die jeweils in einzelne langgestreckte Felder aufgeteilt wurden. Aus der Tatsache, dass die beiden ältesten Gewanne rund um das Dorf auf dem Redder sowie auch die Gewanne „Stüff“, „Achter in Stiegen“ und „Hagelsteins Kamp“ im Umfeld der heutigen Von-Essen-Straße und „Up dem Uhlen Kamp“, „Spillstücken“ und „Lütje Uhlen Kamp“ jeweils in zehn Felder aufgeteilt wurden, kann geschlossen werden, dass es zunächst zehn Hufner gab. Die zweitjüngste Hufe (spätere Nr. 11) erscheint erstmals bei den im späten 14. und frühen 15. Jahrhundert urbar gemachten Gewannen nördlich der Osterbek. Bei den jüngsten Gewannen wird das Land dann unter zwölf Hufen (wobei die jüngste Hufe die spätere Nr. 4 ist, die zunächst über weniger Land verfügte, als die anderen Hufen) verteilt. Es wird davon ausgegangen, dass diese 4. Hufe zwischen der Mitte des 14. Jahrhunderts und dem beginnenden 16. Jahrhundert entstand, als das Dorf Hartzloh nach einem Pestausbruch aufgegeben werden musste und die einzig überlebende Bauernfamilie Herkensee (später Harckensee) nach Barmbek zog und dort direkt neben der 5. Hofstelle, die von einem Verwandten bewirtschaftet wurde, einen neuen Hof errichtete. Viele Gewanne trugen Bezeichnungen, die sich heute noch in Straßennamen wiederfinden: Neben dem oben genannten „Up den Uhlen Kamp“ (= Eulenkamp) z. B. auch „Up den Imhof“ (= Immenhof), „Pennbusch“ (= Pfenningsbusch) und „Diellau“ (= Tieloh). Im 16. Jahrhundert entstanden dann die acht Kätnerstellen, die Ackerland außerhalb der Gewanne jenseits der Oberaltenallee zwischen dem Lerchenfeld und etwa der heutigen Marschnerstraße erhielten. Bei der Verteilung von Ellernholz (heute Winterhude und Teil des dortigen Stadtparks), der Lohkoppeln an der Osterbek und der Rönnheidkoppeln ab 1752 erhielten sowohl die Hufner als auch die Kätner Anteile, wobei den Kätnern jeweils halb soviel Land zugesprochen wurde wie den Hufnern.
Die Verkoppelung der alten Gewanne begann Ende der 1760er Jahre, wurde aber nie vollständig durchgeführt. Vollständig verkoppelt wurden die Gewanne auf der Alten Wöhr, der Rade und dem Mesterkamp. Auch der zum Dorfkern hin gelegene Teil des Lämmersieths, die alten Teile des Dulsberggeländes an der heutigen Krausestraße und das Gewann „Up den Stiegen“ (zwischen Hamburger Straße und der späteren von Essenschen Vogelweide gelegen) wurde verkoppelt. Auf dem „Olen Enn“ (der früheren Grenze zum untergegangenen Dorf Hartzloh, an das die gleichnamige Straße erinnert), dem Heidhörn und an Teilen des Rübenkamps fanden ebenfalls Umlegungen statt. Vom Land der Kätner wurden der Imhof südlich der heutigen Stückenstraße und der Kätnerkamp zu ihren Gunsten verkoppelt. Bei weiteren Gewannen scheiterte die Zusammenlegung, weil ein Jahrzehnte dauernder Erbrechtsstreit um die 5. Hufe, die zuvor der Familie Harckensee gehört hatte, entstanden war, der eine Einbeziehung der häufig mitten in den Gewannen liegenden Felder dieses Hofes unmöglich machte. So blieben zum Beispiel zwölf Gewanne vom Dulsberg bis zur Steilshooper Straße unverkoppelt. Später haben einzelne Bauern durch internen Landtausch zum Beispiel am südwestlichen Langenfort, auf dem Stellbergterrain sowie im 19. Jahrhundert auch in der nördlichen und östlichen Feldmark produktivere Ackerflächen für ihre Höfe erreicht. Ab 1784 wurden große Teile der Gemeinweide an die Vollhufner und die nunmehr als Halbhufner bezeichneten Kätner verteilt. Hier wurde darauf geachtet, dass nunmehr hinreichend große Stücke entstanden, so dass jeder Landwirt sich eine große Kuhweide anlegen konnte. Der Großteil der Weiden entstand auf den Ellerholzweiden und im Wischof. Aber auch südlich der Alten Wöhr (10. Hufe), an der Bramfelder Straße auf dem Gelände der heutigen Schiffsbauversuchsanstalt (2. Hufe) bzw. der Techniker Krankenkasse (11. Hufe) und später an der Habichtstraße, wo sich heute die Köster-Stiftung befindet, (12. Hufe) wurden Weiden angelegt.
Während der Zugehörigkeit Hamburgs zum französischen Kaiserreich (1811–1814) war Barmbek eine Mairie, zu der auch Eilbeck, Hohenfelde, Lübschenbaum, Uhlenhorst, Schürbek, Mundsburg, Kuhmühle und Schlachterhof gehörten. Anschließend konnte das Hospital bis 1830 die Landesherrschaft über Barmbek erhalten. Erst dann ging sie auf Hamburg über. Bis in das 19. Jahrhundert waren die Höfe der zwölf Hufner rund um den alten Dorfplatz an der Hufnerstraße gruppiert. Lediglich die Hufe 5 befand sich seit dem Brand von 1578 wenige Meter entfernt vom Dorfplatz am Markt. Zweihundert Jahre später folgte die 11. Hufe, die ebenfalls nach einem Brand auf das Gelände des heutigen Bahnhofes Dehnhaide an den Markt verlegt wurde. Als erster Hufner verlegte Johann Hinrich Harckensee 1840 die 4. Hufe aus dem Dorfkern in den Barmbeker Norden an die Bramfelder Straße 43, ungefähr dorthin, wo sich heute die Rettungswache des DRK befindet. Ihm folgte 1880 Otto Deseniß, der in eine Villa an der Bramfelder Straße 15 (etwa in Höhe der Straße Flachsland) zog, wo er auch eine Gärtnerei betrieb. Das alte Bauernhaus der 9. Hufe von 1627 verkaufte er, es brannte aber bereits 1884 ab. 1890 verlegt Heinrich Dreckmann seinen Hof, die 12. Hufe, vom alten Dorfplatz an die Grenze nach Bramfeld, wo er nördlich der heutigen Habichtstraße (damals noch Weg Nr. 207) auf den Hellbrookweiden den „Habichtshof“ errichtete, der – durch Zerstörungen im Zweiten Weltkrieg verstümmelt – noch bis 2008 dort stand. Bereits seit 1883, als Heinrichs Vater Jochim Hinrich Dreckmann noch den Hof im Dorfkern bewirtschaftete, hatte Heinrich Dreckmann auf den Hellbrookweiden ein Gartenhaus errichtet, in dem er mit seiner Frau und ab 1884 dem erstgeborenen Sohn Hans Dreckmann wohnte.
Ab Beginn des 19. Jahrhunderts verkauften die Barmbeker Bauern – Hufner wie auch Kätner – zunehmend einzelne Flächen an Dritte, teils als Wohngrundstücke, teils zu Gewerbezwecken. So verkaufte die Witwe von Johann Wilhelm Hinsch bereits 1797 ein Grundstück der 1. Hufe an der Hamburger Straße an Gerhard Heinrich von Essen, der dort seinen Vogelgarten anlegte und später auch ein Feld der 8. Hufe dazu kaufte. Ihr Sohn Heinrich Hinsch veräußerte 1841 bisheriges Saatland an die Stadt zum Bau der Irren-, Heil- und Pflegeanstalt Friedrichsberg, wofür die Stadt auch Ländereien der 3., der 5., der 9. und der 10. Hufe erwarb. 1863 verkaufte Heinrich Eggers 945 Quadratruten auf der Rönnhaide an die Hamburger Schützengesellschaft, die dort ihren ersten Schützenplatz errichtete, nachdem heute die Straße „Beim Alten Schützenhof“ benannt ist. 1866 wurde das gesamte Land der 5. Hufe parzelliert und versteigert, die nunmehr landlose Hofstelle wurde daraufhin als Gastwirtschaft „Barmbecker Hof“ genutzt. Als Heinrich Behrmann 1869 die 2. Hufe übernahm, gab er gut 1370 Quadratruten auf der Rönnhaide an der Weidestraße an seine Brüder ab, die das Gelände 1897 an die römisch-katholische Kirche zum Bau der Sophienkirche verkauften. Im letzten Drittel des 19. Jahrhunderts wurden aus dem Besitz der 1. Hufe 38 Bauplätze an der heutigen Beimoorstraße an Gewerbetreibende abgegeben. Um 1870 verkauften die Eigentümer der Hufen 6, 7 und 11 Flächen nördlich der Osterbek an Johann Hinrich Wilhelm Maurien, der mit Geschäftspartnern dort die New-York Hamburger Gummi-Waaren Compagnie gründete und auch später noch weitere Ländereien zur Vergrößerung des Betriebs aufkaufte. Auf Landstücken der Hufen 4, 6, 7, 10 und 12 sowie zweier Kätner wurde ab 1874 die Gasanstalt an der Osterbek errichtet. 1888 verkaufte die Witwe von Ernst H. E. Langhein Flächen der 11. Hufe auf dem Mesterkamp an die Straßen-Eisenbahn-Gesellschaft, die dort ein Depot errichtete, das bis 2018 noch der Hochbahn als Busbetriebshof diente. Den seltenen Fall einer Hofneugründung gab es 1891, als Johann Jochim Lembckes Erben gut 19 Hektar der 10. Hufe in der östlichen Feldmark an dessen zweiten Sohn Adolph abgaben und dieser sich eine neue Hofstelle an der Bramfelder Straße 86 errichtete. 1897 erwarb die Stadt 3,58 Hektar der 9. Hufe an der Steilshooper Straße zum Bau der Abdeckerei.

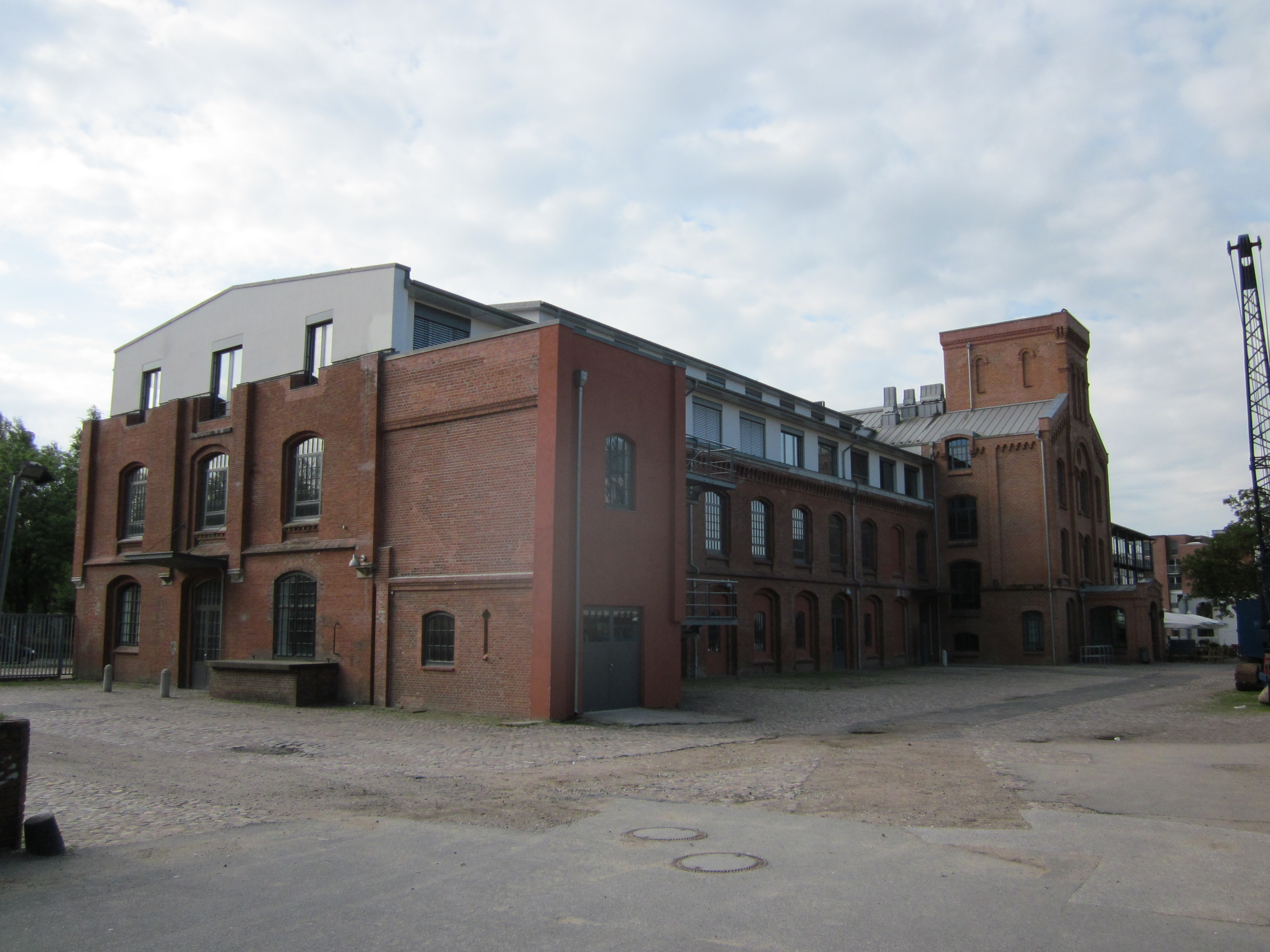
Die New-York Hamburger Gummi-Waaren Compagnie entstand auf Flächen der Hufen 6, 7 und 11.

Um die Wende zum 20. Jahrhundert erwarb der Aerar der Freien und Hansestadt Hamburg die Vollhufnerrechte von elf der zwölf Hufen sowie einen Großteil von deren verbliebenen Ländereien. Der einzig verbliebene Hof, die 12. Hufe, die damals von Heinrich Dreckmann bewirtschaftet wurde, erhielt als Ausgleich für den Verlust der Gemeinweidenutzung ein Grundstück an der jetzigen Emil-Janssen-Straße. Im Einzelnen erwarb der Aerar, in seinen Aufgaben vergleichbar dem heutigen Landesbetrieb für Immobilien und Grundvermögen, folgende Flächen inklusive der Vollhufnerrechte: 1898: 29,77 Hektar der 2. Hufe (Heinrich Behrmann behielt insgesamt 165 Ar mit der Hofstelle im Dorfkern sowie der Menckwiese zurück), die 4. Hufe, von der Otto Harckensee allerdings Grundstücke am Lämmersieth, auf der Nadel an der Steilshooper Straße und auf dem Dulsberg behielt, die 7. Hufe, von der nach der Abgabe von 38 Hektar an die Gummi-Waaren Compagnie und weiteren Flächen an die Gasanstalt praktisch nur noch die Hufnerrechte übrig geblieben waren, 42 Hektar der 8. Hufe (etwa 2,6 Hektar – die Hälfte davon am Langenfort – behielt Wilhelm Eggers, der letzte Hufner, zurück und bebaute sie auf eigene Rechnung mit Wohnungen), 33,5 Hektar der 9. Hufe, nachdem Otto Deseniß für sich 5,3 Hektar abgetrennt und mit Wohnungen bebaut hatte und 33,6 Hektar der 11. Hufe, von der zuvor Flächen im Norden Barmbeks abgetrennt worden waren, die später für den Bau des Sportplatzes an der Steilshooper Straße, für die Margarinefabrik von Hinrich Voss sowie für Wohnungsbau auf dem Stellbergterrain verwendet wurden; 1899: 5,96 Hektar der 1. Hufe und ca. 30 Hektar der 6. Hufe, deren Hofstelle Lisa Witt, die Enkelin des letzten dortigen Vollhufners Hermann Witt, 1962 an die Stadt verkaufte; 1900: 21,62 Hektar der 3. Hufe, die landlose (siehe oben) 5. Hufe und 15,54 Hektar der 10. Hufe sowie von dieser 1891 abgetrennte 16,94 Hektar von Adolph Lembcke.
Durch die Verkäufe an die Stadt und vorher an Privatleute schritt auch die Verstädterung Barmbeks voran. So kaufte der in den Vereinigten Staaten zu Geld gekommene Maurermeister Gustav Grupe 1885 Ländereien der Hufen 1, 3 und 12 am Kleinen Hartzloh an der Fuhlsbüttler Straße und der Hufe 4 am Alten Teichweg und am Langenrehm, bebaute sie mit Wohnhäusern und veräußerte diese dann weiter. Andere Maurermeister folgten diesem Beispiel. Aber auch der letzte Vollhufner Heinrich Dreckmann (und später vor allem auch seine Kinder) errichtete im gesamten Barmbeker Gebiet Mietwohnungen und verkaufte weitere Teile seines Grundbesitzes an Dritte zum Zwecke des Wohnungsbaus. Als letztes klassisches Bauernhaus stand bis 1943 das Haus der 10. Hufe in der Hufnerstraße 1 und wurde von Alma und Heinrich, dem Sohn des letzten Vollhufners, Lembcke bewohnt. Es wurde bei den Bombenangriffen der Operation Gomorrha am 30. Juli 1943 zerstört.

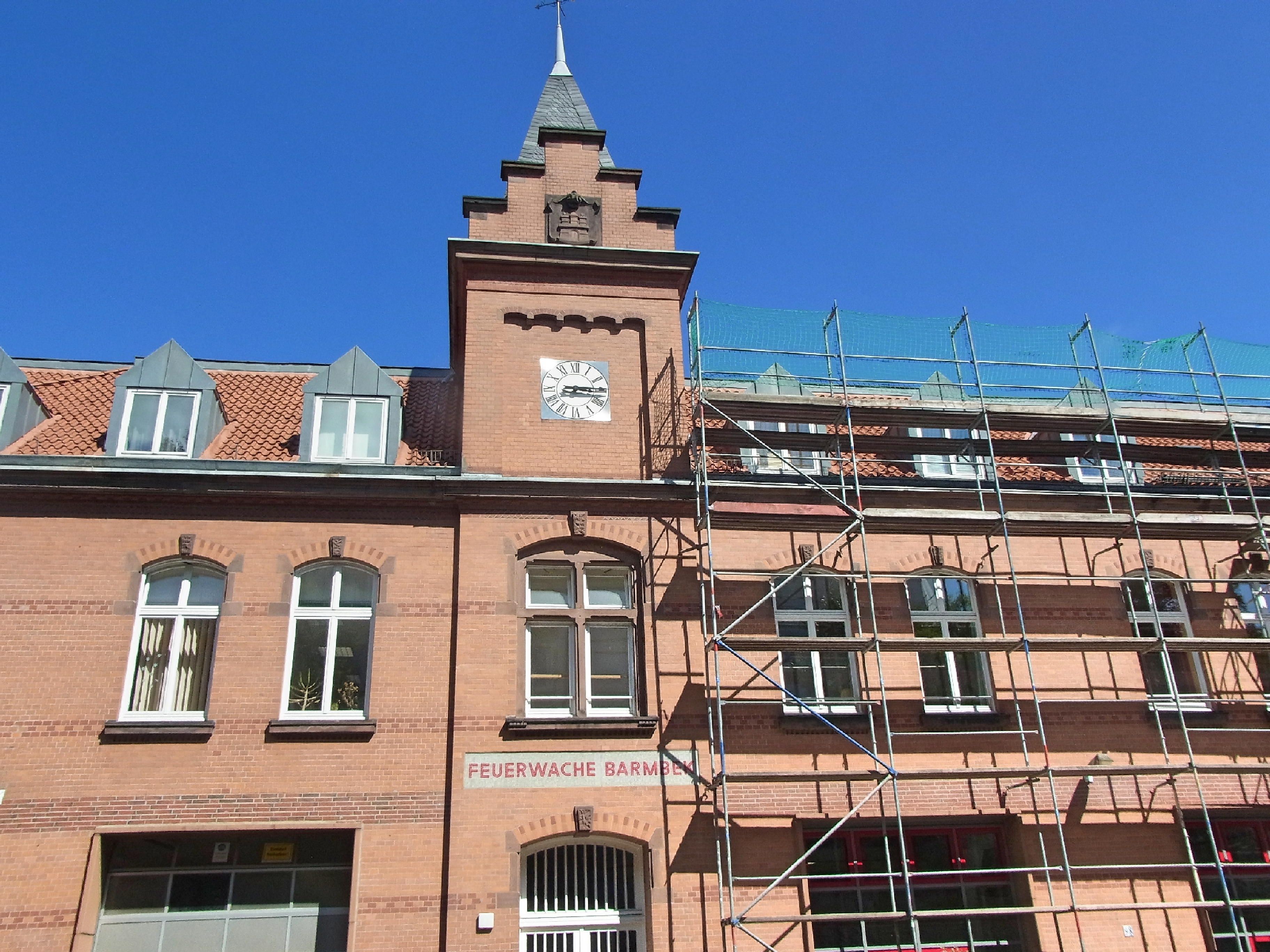
Alte Feuerwache Barmbek in der Bachstraße

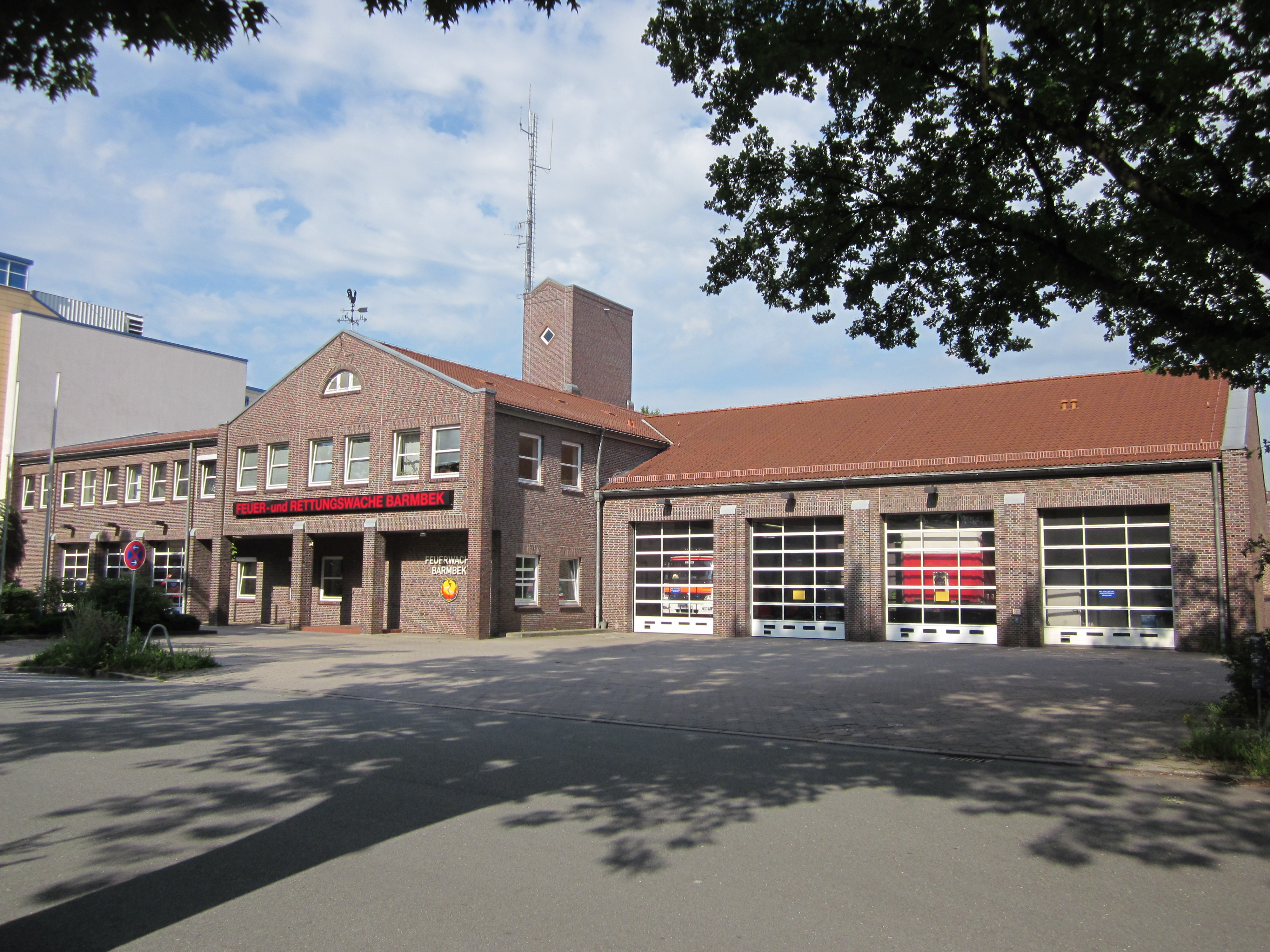
Neue Feuer- und Rettungswache Barmbek in der Maurienstraße

Nachdem zuvor die Berufsfeuerwehr stets aus der Innenstadt kommen musste, erhielt Barmbek 1895 an der Bachstraße eine eigene Feuerwache. 1991 wurde sie durch die neue Feuer- und Rettungswache in der Maurienstraße ersetzt.

### Bauernvögte
Von den frühen Vögten sind nicht die kompletten Amtszeiten bekannt. Die Jahreszahl gibt dann an, in welchem Jahr die Tätigkeit gesichert nachgewiesen ist. Außerdem ist nicht immer bekannt, von welchem Hof diese Vögte stammen.
- 1528 Carsten Mundt (wahrscheinlich 6. Hufe)
- 1568 Wechsel von Eggert Mundt zu Lutke Hinsch
- 1574 Hans von Bargen (wahrscheinlich 10. Hufe)
- 1598 Jacob Framhein
- 1601–1602 Hans Jenefeld (9. Hufe)
- 1602 Albert Bostel (1. Hufe)
- 1627 Hans Bostel (1. Hufe)
- 1655–1667 Albert Bostel (1. Hufe)
- 1668–1686 Peter Timmermann (Setzwirt auf der 1. Hufe)[15]
- 1687–1734 Hans Bostel (1. Hufe)
- 1734–1751 Albert Bostel (1. Hufe)[16]
- 1751–1772 Johann Hinsch (1. Hufe)
- 1772–1780 Diedrich Framhein (9. Hufe)
- 1781–1791 Johann Wilhelm Hinsch (1. Hufe)
- 1791–1803 Hermann Kramp (3. Hufe)
- 1803–1825 Eggert Reese (5. Hufe)[17]
- 1825–1841 Johann Hermann Deseniß (9. Hufe, ab 1830 im Auftrag der Stadt Hamburg)
- 1843–1879 Hermann Deseniß (9. Hufe)
- 1880–1894 Heinrich Behrmann (2. Hufe)

### Einwohnerentwicklung
| Jahr | Einwohner |
| ---- | --------- |
| 1773 | 443       |
| 1810 | 750       |
| 1838 | 1.200     |
| 1855 | 1.800     |
| 1867 | 6.042     |
| 1874 | 9.468     |
| 1880 | 16.057    |
| 1885 | 22.379    |
| 1890 | 32.827    |
| 1894 | 38.347    |
| 1900 | 48.201    |
| 1905 | 71.000    |
| 1910 | 93.241    |
| 1915 | 129.419   |
| 1920 | 131.679   |
| 1925 | 150.590   |
| 1935 | 188.363   |
| 1939 | 223.000   |
| 1944 | 15.000    |
| 1948 | 68.000    |

Für die Zahlen ab den 1950er Jahren siehe die einzelnen Stadtteilartikel. Die hier genannten Zahlen wurden dem Buch „Bauer Eggers’ Linden stehen noch. Erster Barmbeker Geschichtsrundgang“ entnommen.
Die Sprünge in der Einwohnerzahl lassen sich unter anderem durch folgende Ereignisse erklären: Zum Jahreswechsel 1860/61 wurde die nächtliche Torsperre aufgehoben, so dass es lukrativ wurde, sich in den Außengebieten der Stadt, zu denen auch Barmbek gehörte, niederzulassen. Ab 1882 begann der Bau der Speicherstadt, wodurch sich eine große Zahl von Bewohnern der südlichen Altstadt und des Grasbrooks neue Wohnungen außerhalb des innerstädtischen Bereichs suchen mussten. Neben dem Hammerbrook und Eimsbüttel gehörte auch der Süden Barmbeks zu den Zuzugsgebieten. Der Zollanschluss 1888, der zu vermehrtem Zuzug von Arbeitskräften nach Hamburg überhaupt, und die Erhebung Barmbeks zum Stadtteil in den Folgejahren sowie die Eröffnung der Vorortbahn 1906 und der Hochbahn 1912, die jeweils über mehrere Haltestellen in Barmbek verfügten, führte zu einem weiteren erheblichen Bevölkerungszuwachs, der durch die rege Neubautätigkeit im Norden des Stadtteils und auf dem Dulsberg in den 1920er Jahren weiter gefördert wurde. Den Höchststand erreichte die Bevölkerung kurz vor Ausbruch des Zweiten Weltkrieges mit über 220.000 Bewohnern. Nach der Operation Gomorrha, durch die große Teile des Stadtteils zerstört wurden, fiel die Bevölkerungszahl kurzzeitig auf nur noch 15.000 Einwohner.

## Religion
Für die Entwicklung der Religionsgemeinschaften ab den 1950er Jahren siehe die einzelnen Stadtteilartikel.

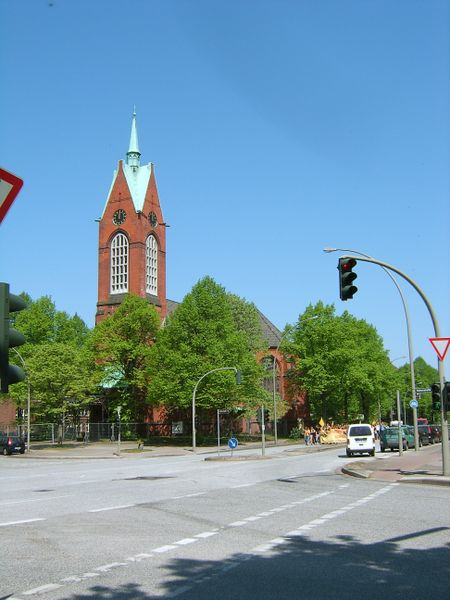
Die 2008 abgebrochene Heiligengeistkirche war die erste Gemeindekirche in Barmbek.

### Evangelisch-lutherische Kirchen

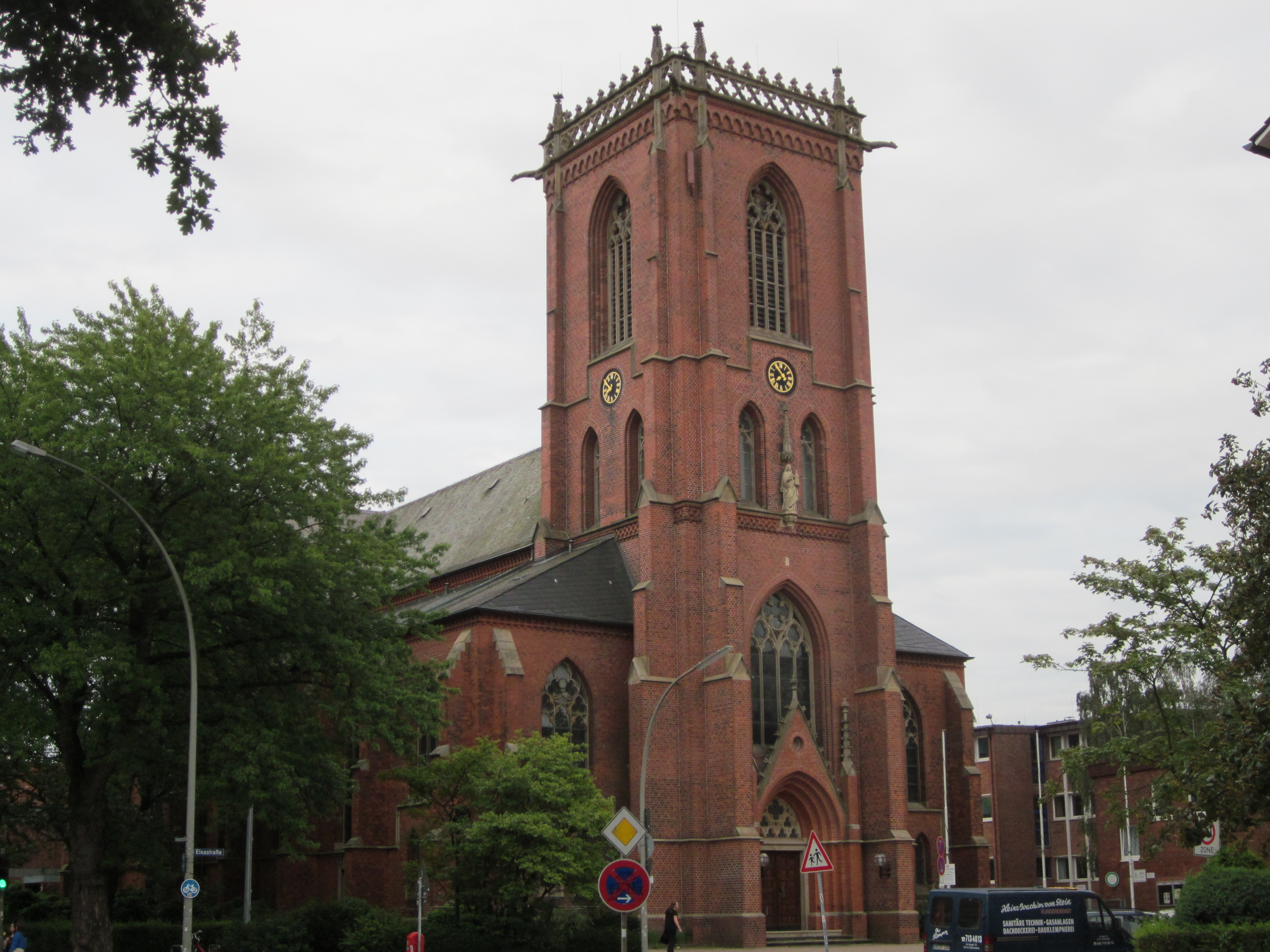
Die 1900 erbaute Sophienkirche war die erste katholische Kirche Barmbeks.

Barmbek gehörte ursprünglich zum Sprengel der Jacobikirche in der Altstadt. Nach dem Bau der Hamburger Wallanlagen 1629 diente zunächst die Kapelle des St.-Georgs-Hospitals als Gemeindekirche für die außerhalb der Mauern gelegenen Gebiete. Seit Mitte des 18. Jahrhunderts war die in St. Georg neuerrichtete Dreieinigkeitskirche Pfarrkirche auch für das Dorf Barmbek. Aufgrund des riesigen Einzugsbereiches fand kirchliches Leben in Barmbek mit Ausnahme des sonntäglichen Kirchgangs praktisch nicht statt. Mit Gründung der Kirchengemeinde St. Gertrud in Uhlenhorst 1883 verbesserte sich die seelsorgerische Situation zwar etwas, aber um 1900 hatte auch die neue Gemeinde bereits über 100.000 Mitglieder. 1902 wurde mit der Heiligengeistkirche am alten Dorfplatz die erste Barmbeker Gemeindekirche erbaut. Bereits zuvor war die Kreuzkirche an der Ecke Marschnerstraße / Holsteinischer Kamp erbaut worden. Sie gehörte zwar der hamburgischen Landeskirche an, besaß als Personalgemeinde mit lutherisch-orthodoxer Ausrichtung jedoch kein eigenes Gemeindegebiet, sondern wurde von Gläubigen aus ganz Hamburg besucht. Der Bevölkerungszuwachs führte bald zu neuen Kirchenbauten: 1920 wurde die Auferstehungskirche in Barmbek-Nord geweiht, so dass die erst später durchgeführte Teilung Barmbeks in drei Stadtteile (Barmbek-Nord, Barmbek-Süd und Dulsberg) kirchlich bereits kurz nach dem Ersten Weltkrieg begann. 1929 folgte mit der Bugenhagenkirche am Schleidenpark die zweite lutherische Kirche für Barmbek-Süd. Dulsberg schied mit dem Bau der Frohbotschaftskirche Mitte der 1930er Jahre aus der Kirchengemeinde Barmbek aus und bekam eine eigene Gemeinde. Nach dem Zweiten Weltkrieg wurde mit der neuen Kreuzkirche an der Wohldorfer Straße, die den im Krieg zerstörten Vorgängerbau ersetzte, eine dritte lutherische Kirche in Barmbek-Süd errichtet. Im Norden Barmbeks kamen mit der St.-Gabriel-Kirche am Hartzlohplatz und der St.-Bonifatius-Kirche am Lämmersieth zwei weitere Kirchen hinzu. Auch der Dulsberg erhielt mit der Bonhoeffer-Kirche ein zweites lutherisches Gotteshaus. Aufgrund des Rückgangs an Gemeindegliedern haben sich die drei Gemeinden in Barmbek-Süd inzwischen ebenso zusammengeschlossen, wie die beiden Dulsberger Gemeinden. Die drei lutherischen Gemeinden im Norden Barmbeks haben ihre Eigenständigkeit hingegen bis heute bewahrt.

### Römisch-katholische Kirchen

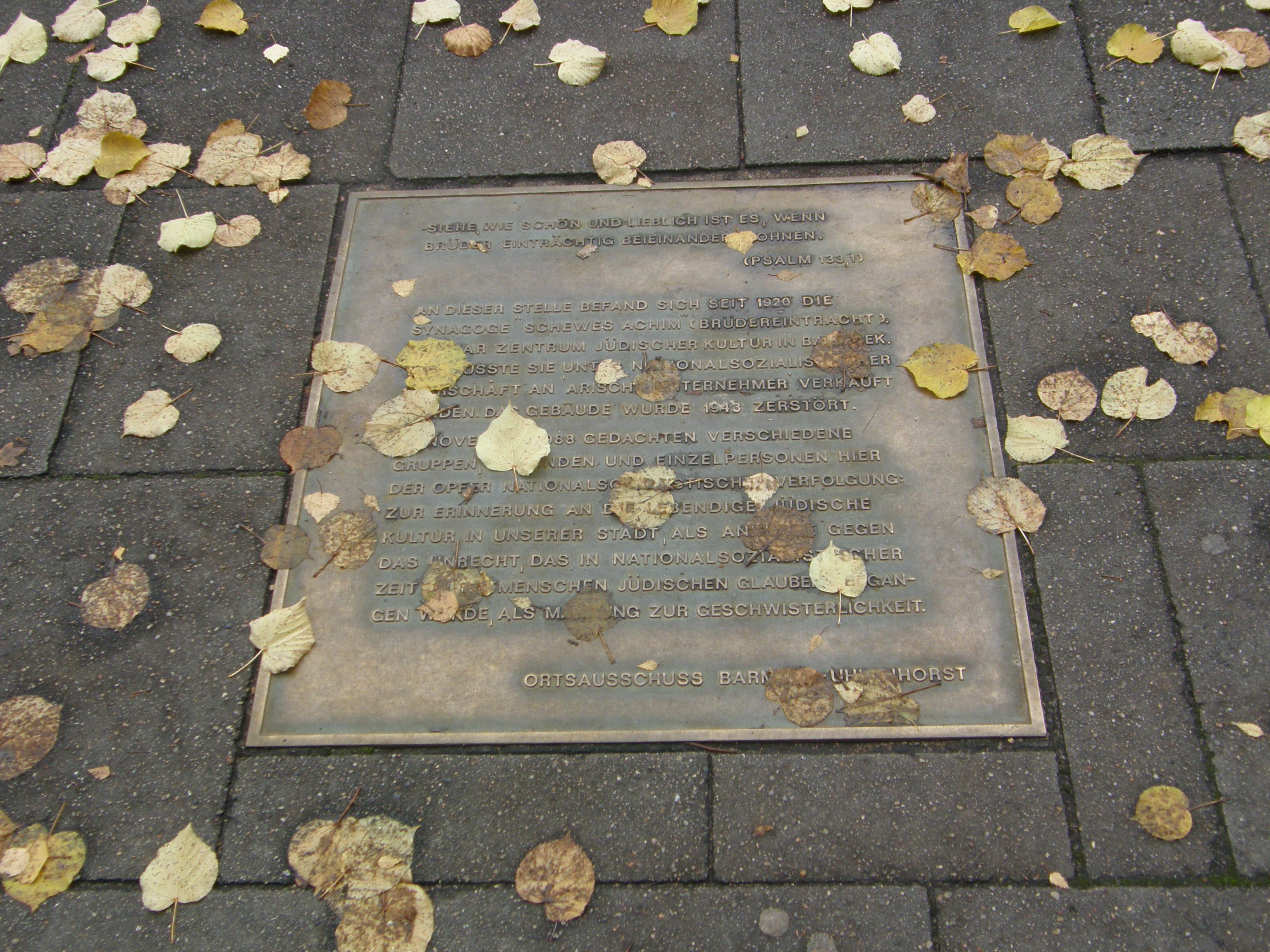
Gedenktafel für die Barmbeker Synagoge Schewes Achim in der Gluckstraße

Seit der Einführung der Reformation durch Johannes Bugenhagen ist Hamburg lutherisch geprägt. Die nächsten Jahrhunderte konnten die wenigen Katholiken der Stadt ihren Glauben nicht öffentlich ausüben. Erst 1811 wurde den Katholiken mit dem „Kleinen Michel“ wieder eine Gottesdienststätte zugestanden. Ob damals Katholiken in Barmbek wohnten, ist unbekannt, erscheint aber eher zweifelhaft. Nachdem 1893 die Marienkirche in St. Georg als erster katholischer Kirchenbau nach der Reformation errichtet worden war, waren die Barmbeker Katholiken dorthin eingepfarrt. Die Marienkirche ist heute Domkirche des Erzbistums Hamburg. Aufgrund der Verstädterung Barmbeks zogen auch Arbeitskräfte aus katholischen Gegenden Deutschlands dorthin. Bereits 1900 wurde daher die erste römisch-katholische Kirche in Barmbek geweiht, sie steht schräg gegenüber der später erbauten Bugenhagenkirche. Die St.-Sophien-Kirche wurde vom Gründer der Deutsch-Amerikanischen Petroleumgesellschaft (jetzt Teil des Esso-Konzerns), Wilhelm Anton Riedemann, dessen Frau Sophie hieß, gestiftet. Seit 1962 ist ein Dominikanerkloster an die Sophienkirche angeschlossen. In den 1920er Jahren wurde am Lämmersieth im Barmbeker Norden mit der St.-Franziskus-Kirche, deren Gemeindegebiet auch den Dulsberg umfasst, die zweite katholische Pfarrkirche errichtet.

### Judentum
Wann erstmals Juden nach Barmbek zogen, ist nicht überliefert. Es gab Anfang des 20. Jahrhunderts eine Haussynagoge in der Hamburger Straße. 1920 eröffnete die Jüdische Gemeinde Hamburg in der Gluckstraße die Synagoge Schewes Achim (deutsch: Brüdereintracht). Hintergrund war wie bei den großen christlichen Konfessionen, dass sich die Zahl der Gemeindemitglieder in Barmbek mit zunehmender Besiedlung deutlich erhöht hatte und man diesen den Weg in die Stadt (zur Hauptsynagoge am Bornplatz im Grindelviertel) nicht mehr zumuten wollte. 1938 musste das Gebäude unter dem Druck der herrschenden Nationalsozialisten verkauft werden, es fiel 1943 dem Bombenkrieg zum Opfer. Das Grundstück wird derzeit von einer evangelischen Freikirche genutzt.

## Wirtschaft
Bis weit in das 19. Jahrhundert war Barmbek ein typisches Bauerndorf mit entsprechender Wirtschaftsstruktur.

### Mühlen
Untypisch für ein Dorf dieser Größe besaß Barmbek über lange Zeit keine eigene Mühle, was jedoch den Bauern den Vorteil gab, nicht dem Mühlenzwang zu unterliegen, sondern sich ihren Müller aussuchen zu können. Es wird jedoch davon ausgegangen, dass es in vorurkundlicher Zeit eine Mühle gegeben haben wird. Dafür sprechen alte Flurnamen. Die dieser Mühle zuzuordnenden Äcker und Wiesen finden sich später bei den Ländereien der Hufe 7. Ob dieser Bauernhof aus der Mühle hervorgegangen ist oder ob der Hufner die Ländereien erwarb, nachdem die Mühle schon nicht mehr existierte, ist unklar. Erst 1769 wurde auf dem Friedrichsberg eine Windmühle errichtet, die 1864 abbrannte. Später wurde auf dem Gebiet des heutigen Bahnhofes Barmbek von den beiden Barmbeker Bäckern Köpke und Hass eine weitere Windmühle errichtet, die 1888 ebenfalls dem Feuer zum Opfer fiel und dann als Dampfmühle an der Bramfelder Straße 51 neu errichtet wurde (dort befindet sich inzwischen ein Fachhandel für Dach- und Fassadenbedarf).

### Handwerk

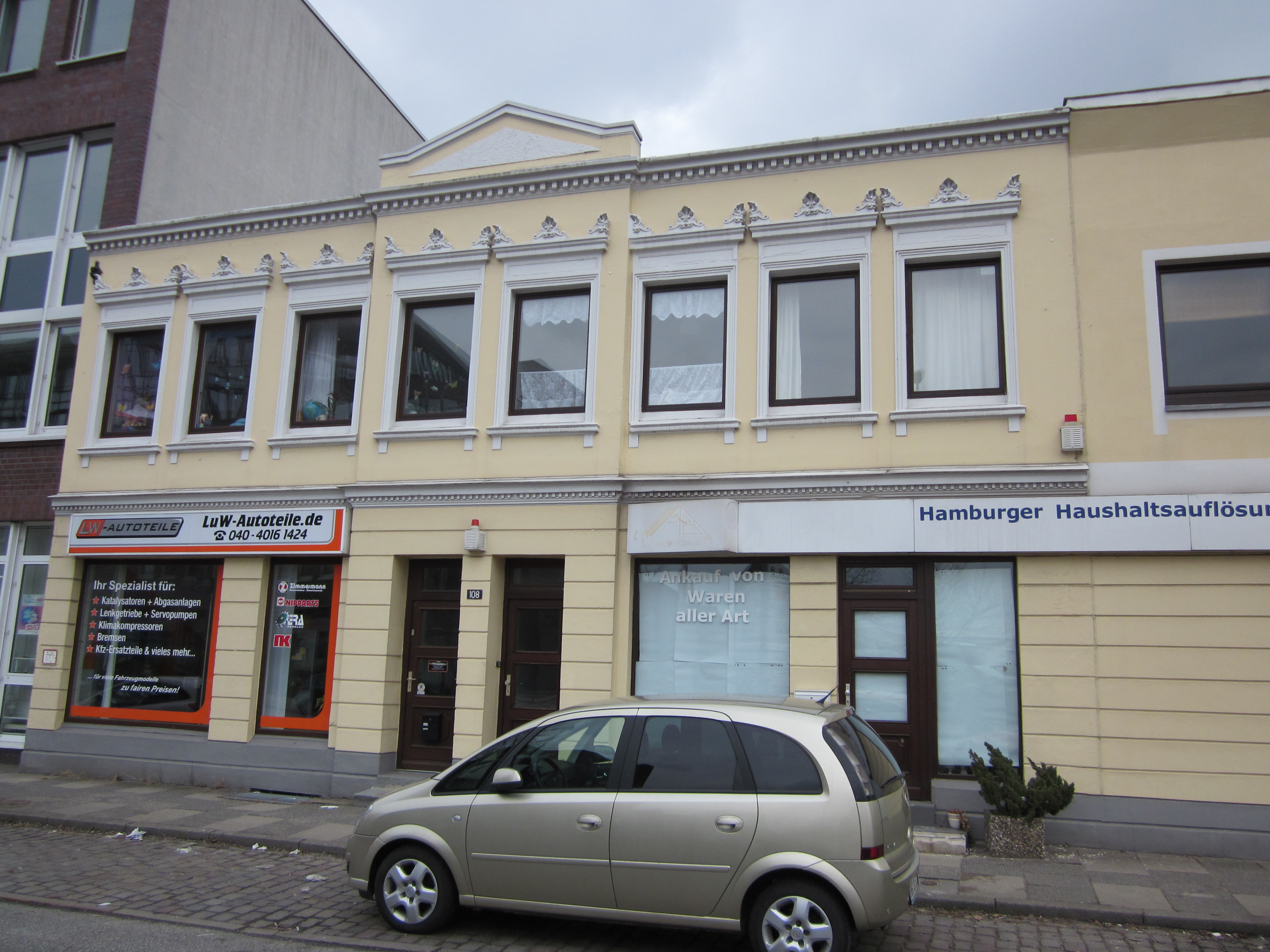
Im von Heinrich Dreckmann 1901 bis 1903 erbauten Haus in der Bramfelder Straße 108 befand sich eine Schmiede.

Seit 1615 ist in Barmbek ein Schmied nachgewiesen. Der Hufner Hinrich Mildehöved von der 10. Hofstelle errichtete damals eine Kate am Markt, die er an einen Schmied vermietete. 1649 kauften die Grundherren diese Schmiede, die sie zunächst ebenfalls vermieteten und 1766 an den Winterhuder Hermann Ohle verkaufte, dessen Nachkommen sie bis Ende des 19. Jahrhunderts betrieben. Später kamen noch Schmieden im Haferkamp und – nördlich der Osterbek – in der Bramfelder Straße 108 hinzu. Auf letzterem Grundstück befindet sich heute eine Klempnerei. Ab Ende des 17. Jahrhunderts kamen auch Bäcker hinzu, so am Markt, an der Dehnhaide und an der Hamburger Straße. Dort war seit 1799 der Bäcker Köpcke ansässig, der im 19. Jahrhundert die Windmühle auf dem Gelände des heutigen Barmbeker Bahnhofs errichtete. Zuvor hatten die Bauern ihr Brot selbst gebacken. Im 18. Jahrhundert siedelten sich auch andere Gewerke an, wie ein Stellmacher (1727 an der Bramfelder Straße südlich der Osterbek), ein Schneider (1768 im Gewann „Up den Stiegen“ auf der Ostseite der Hamburger Straße) oder ein Schuster (1782 an der Stückenstraße).

### Gastgewerbe
Mit dem zunehmenden Verkehr nahm auch der Bedarf an Verpflegungs- und Berherbungsbetrieben zu. 1796 kaufte Peter Kramp seinem Verwandten Hermann Kramp, der damals Vogt war, ein Grundstück an der Hufnerstraße ab, um dort eine Gastwirtschaft einzurichten. 1801 folgte der aus Poppenbüttel stammende Claus Diedrich Hinsch, der auf einem Grundstück an der Brücke über die Osterbek, die sich östlich der Bramfelder Straße befand, ein Lokal einzurichten. Etwa um die gleiche Zeit verkaufte Hans Joachim Behrmann, der Hufner der 2. Hofstelle, 230 Quadratruten auf dem Friedrichsberg an der Grenze zu Wandsbek an einen Herrn Timm, der dort einen Beherbergungsbetrieb einrichtete, der bald als Pracherherberge berüchtigt wurde und der Hospitalsverwaltung erhebliche Schwierigkeiten bereitete. Heinrich von Essens Tierpark an der Hamburger Straße wurde nach seinem Tode 1833 das erste große Ausflugslokal in Barmbek.

## Abgaben und Dienste
Wie auch in anderen Regionen üblich mussten die Hufner und Kätner Abgaben an die Grundherrenschaft, also das Hospital zum Heiligen Geist entrichten. Für das Jahr 1528, als das Kollegium der Oberalten die Verwaltung des Hospitals übernahm, sind fünf Scheffel Roggen als Standardabgabe der Barmbeker Hufner überliefert. Wer zudem Korn an das Domkapitel oder das Johanniskloster abliefern musste, war mit einer geringeren Abgabe an das Hospital belastet. Später kam es zu weiteren Änderungen, so wurde z. B. der 11. Hufe im 17. Jahrhundert ein Scheffel wegen eines Brandschadens längerfristig erlassen, während der Kätner Bade einen Scheffel anstelle der 8. Hufe liefern musste, da er Äcker dieser Hufe bewirtschaftete. Der letzte Barmbeker Vollhufner, der diese Pflicht noch in Naturalien erfüllte, war Heinrich Dreckmann von der 12. Hufe bis 1917. Zusätzlich mussten die Hufner jedes und die Kätner jedes zweite Jahr zu Martini je eine Gans abliefern, die an die Oberalten und bestimmte Mitarbeiter des Oberalten-Kollegiums und des Hospitals verteilt wurden. Diese Pflicht wurde 1671 in eine Geldzahlung umgewandelt. Eine Abgabe, die auch die nicht-bäuerlichen Haushalte abzuliefern hatte, war das jährlich fällige Rauchhuhn. Darüber hinaus wurden auch Abgaben für zusätzlich ausgewiesenes Land oder für ein neu errichtetes Hofgebäude fällig. 1620 erhob der Hamburger Rath eine „Türkensteuer“ in Höhe von drei Mark Courant für Hufner und von einer Mark Courant und acht Schilling für Kätner, die auch von den Barmbekern zu zahlen war.
Neben den Abgaben waren von Bauern beider Kategorien auch Hand- und Spanndienste zu leisten. So musste die Bauernschaft im 16. Jahrhundert zum Beispiel 100 Faden Eichenholz und Torf vom Dorf zum Rödingsmarkt, wo sich das Hospital befand, fahren. Zur gleichen Zeit oblag ihnen auch die Pflicht das Heiligengeistfeld, das damals noch das Gebiet vom Rödingsmarkt bis zur Grenze nach Altona, also praktisch die gesamte nördliche Neustadt und Teile St. Paulis, umfasste, zu pflügen. Dieser – das Dorf sehr belastende – Dienst wurde bereits 1598 in eine Geldzahlung umgewandelt, aus der das Hospital sodann Hamburger Fuhrleute bezahlte.

## Aussprache
Trotz der Endkonsonanten c und k in der ursprünglichen Schreibweise wird der vorhergehende Vokal e lang gesprochen, da es sich bei dem c um ein Dehnungs-c handelt. Die Aussprache ist also [-ˈbeːk].